# ميشيل سايمور (عداءة سريعة)
ميشيل سايمور (بالإنجليزية: Michelle Seymour) هي عداءة سريعة نيوزيلندية، ولدت في 21 ديسمبر 1965.

## وصلات خارجية
- ميشيل سايمور على موقع الاتحاد الدولي لألعاب القوى (الإنجليزية)
- ميشيل سايمور على موقع اتحاد ألعاب الكومنولث (مؤرشف) (الإنجليزية)